# VNV Nation
VNV Nation est un groupe anglo-irlandais de musique électronique alternative, originaire de Londres, en Angleterre. Il est mené par Ronan Harris, endossant à la fois les rôles de chanteur, auteur-compositeur, et producteur. Le groupe, originaire de Londres en Angleterre, se délocalise bien après sa création à Hambourg en Allemagne.
Le style de VNV Nation, décrit comme de la futurepop, combine des influences de musique électro-industrielle, de trance, d'eurodance, de synthpop et d'electronic body music (EBM). Usant d'équipement analogique, numérique et des techniques de studios modernes, VNV Nation joint ainsi des textes travaillés à des sons allant des hymnes de dance industrielle aux ballades mélodiques et obsédantes, en passant par des morceaux de bande sonore post-classique.
VNV Nation s'est produit dans de nombreux festivals connus comme le M'era Luna, le Greenfield Festival, le Wave-Gotik-Treffen, le Dark Storm Festival, le Summer Darkness Festival, le Blackfield Festival, l'E-tropolis, l'Arvikafestival ainsi que l'Amphi Festival à la Lanxess Arena.

## Histoire

### Débuts (1990–1998)
Leur premier album Advance and Follow, enregistré à Londres aux studios Mother Digital, est publié en 1995. Il s'agit d'un mélange dansant de mélodies au synthétiseur et de rythmes électroniques durs dans la tradition de l'EBM, complétées par des éléments de musique orchestrale. L'équipement utilisé est le suivant : ENSONIQ ASR-10 / EPS-16+R, ARP 2600, SCI PRO ONE, OBERHEIM OB-1.
Leur album suivant, Praise the Fallen, publié en 1998, lui aussi enregistré à Londres aux studios Mother Digital, fait suite en grande partie à l'album précédent et commence à jouir d'un plus grand succès commercial. L'équipement alors utilisé est le suivant : ENSONIQ ASR-10 / EPS-16+R, ARP 2600, SCI PRO ONE, OBERHEIM OB-1, ROLAND MOC-1. Pendant ce temps, Harris écrit pour Side-Line Magazine, et en est également le webmaster jusqu'en 1999.

### Empires(1999–2001)
Ce succès grandissant est confirmé par la sortie de l'album Empires qui lance véritablement la carrière du groupe en 1999. Enregistré aux studios Polaris à Londres, Empires obtient du succès commercial notamment en Allemagne où il sera placé pendant sept semaines à la tête du hit-parade des musiques alternatives : le DAC (Deutsche Alternative Charts). Extraits de l'album, les singles Standing et Darkangel contribueront fortement à ce succès et à la reconnaissance de leur style musical.
En mars 2001, leur premier album est remasterisé et réédité sous le nom Advance and Follow v2.

### Futureperfect(2002–2004)
En septembre de l'année 2001, sort le single Genesis qui sera également bien accueilli au DAC. Il précède l'album au très grand succès commercial Futureperfect qui voit le jour en janvier de l'année 2002. Un second single, Beloved, est extrait de cet album. Le style de VNV Nation évolue et on retrouve beaucoup plus d'éléments de trance et de synthpop que dans les précédents albums. Cet album contient d'autres titres tout aussi accrocheurs comme Epicentre pour le côté dance et Airship pour le côté calme et planant. Futurperfect sera le point de départ de deux grandes tournées qui embarqueront VNV Nation en Europe et en Amérique du Nord. Ronan Harris travaillera en 2002 avec Joakim Montelius de Covenant sur un projet nommé Hz. L'idée principale est de réinterpréter des œuvres classiques en utilisant des moyens électroniques. À la suite de problèmes techniques rencontrés lors du concert au Bachfestival de Leipzig, le projet ne donnera pas suite.
En 2003, VNV nation crée son propre label Anachron Sounds. La première production sous ce nouveau label sera le maxi-single Honour 2003. À l'origine, ce titre est présent sur leur premier album Praise the Fallen. Ronan Harris participe également en 2003 à la chanson Forever sur l'album Bruderschaft et dont tous les profits iront en faveur de la lutte contre le cancer. Cette chanson est l'initiative du DJ Rexx Arkana (paroles) et d'un collectif d'artistes composé de Sebastian Komor d'Icon of Coil (programmation/production), de Joakim Montelius de Covenant (samples/loops), de Stephan Groth d'Apoptygma Berzerk (chants en arrière-plan) et de Ronan Harris pour le chant principal.
En 2004, paraît un double DVD intitulé Pastperfect qui retrace la tournée Futureperfect entre 2001 et 2002. Le film montre les performances live du groupe à Berlin, Washington D.C. ainsi qu'au festival de M'era Luna, en Allemagne.

### Matter + Form(2005–2006)

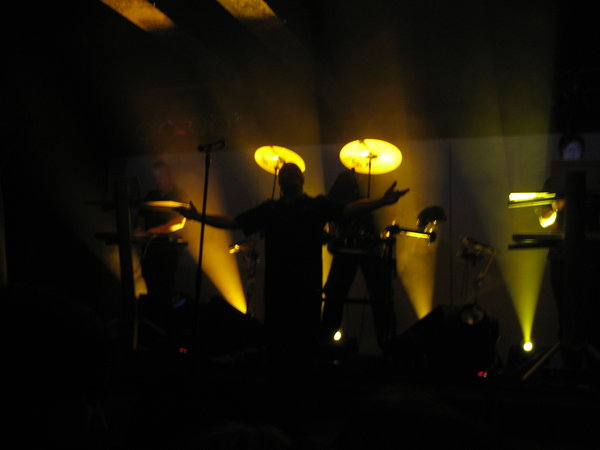
VNV Nation jouant Legion, au Masquerade, à Atlanta, en Géorgie.

L'album Matter and Form sort en avril 2005. En plus d'atteindre la première place du hit-parade allemand de musique alternative, l'album sera également classé dans les hit-parades US de musiques électroniques et de musiques indépendantes. Matter and Form se distingue par ses sonorités plus dures et mécaniques dont le single Chrome est l'illustration. Néanmoins, on y retrouve aussi des chansons sages et envoûtantes comme Arena, Endless Skies ou Homeward. L'album se termine par le très remarquable titre Perpetual.
Perpetual est une chanson qui illustre bien le groupe tant au point de vue musical qu'au niveau de la symbolique des paroles : « Le son que vous écoutez est une symphonie de ce que nous sommes ». Elle se termine par cette phrase « Let there be, let there always be, neverending light » (« Qu'il en soit ainsi, qu'il en soit toujours ainsi, une lumière qui ne s'éteint jamais »). Light pouvant également se traduire par flamme, symbole du groupe au travers de leur logo. Il n'est pas rare que leurs concerts se terminent par cette chanson, entraînant le public, tel un rituel, à chanter inlassablement ces quelques mots.
D'une manière générale, VNV Nation véhicule beaucoup de symboles au travers de leur musique, de leurs paroles et de leur image. Ronan Harris est le premier à le revendiquer lors de ses interviews faisant allusion à ceux présents dans leurs pochettes d'albums et à ceux disséminés tout au long de leurs paroles. Ce nouvel album s'accompagne d'une très grande tournée intitulée Formation Tour, partant de Hambourg, pour finir à Mexico, au Mexique, en passant par les plus grandes villes américaines. Cette tournée se déroule notamment en compagnie de Coder 23 (un projet parallèle de Front 242), et de groupes comme Imperative Reaction et Diorama.
Ronan Harris se lance en 2006 dans un autre projet parallèle, Modcom. Il s'agit là d'un concept de musique électronique basée uniquement sur des équipements analogiques : synthétiseurs et séquenceurs. L'équipement précédemment utilisé lors de la conception de Matter and Form est : Analogue Systems Modular, Arp 2600, Pro-1, Oberheim Xpander, Moog Rogue, MFB2. Les logiciels employés sont Logic Audio Pro, EXS24, ES-2, Imposcar, Vanguard, Reaktor 4, Atmosphere et Battery.

### Judgement(2007–2008)

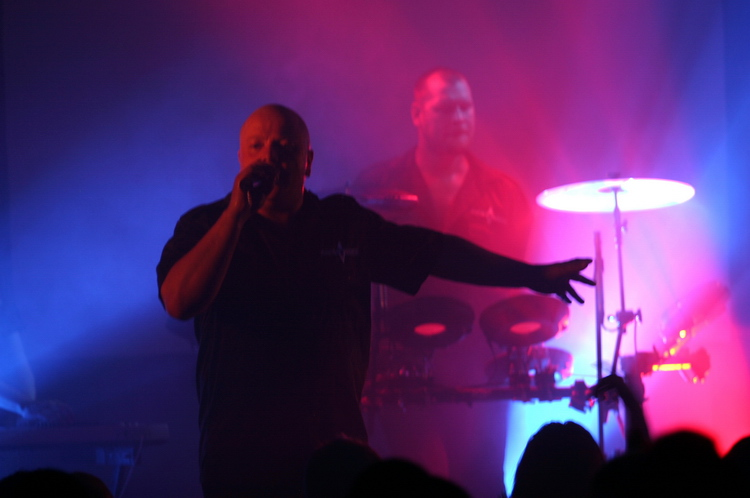
VNV Nation à New City, Edmonton, en septembre 2007.

L'évolution du groupe suit son chemin pour produire un nouvel album en 2007 baptisé Judgement, qui sortira le 4 avril de cette année, album également très abouti et qui sera bien accueilli dans les hit-parades allemands, canadiens, américains et italiens. Dans la lignée du précédent album, on y retrouve une combinaison de styles : percutant sur Nemesis,Testament, dance, pop sur Farthest Star et Carry You, sombres sur Descent et Momentum, calme et reposant sur Secluded Spaces et As it Fades, voire émouvant et mélodieux sur la très populaire Illusion. L'équipement utilisé se compose de synthétiseurs modulaires (Modcan System B, Dotcom, Orgon, Arp2600), de synthétiseurs analogiques et hardware (Roland SH-2 & TB303, Dave Smith Polyevolver, Creamware Noah) et de logiciels spécifiques (Logic Pro & Sculpture & EXS24, Timewarp2600, Atmosphere & Stylus RMX, TC Powercore, NI Reaktor 5 & Battery 2, Motu MSI).
Au sujet de Illusion, lors du festival de musique d'Infest, à Bradford, le 26 août 2007, Ronan Harris dédicacera cette chanson à Sophie Lancaster, cette jeune femme assassinée pour le simple fait qu'elle affichait son appartenance à un mouvement gothique. Ronan prendra contact un peu plus tard avec la famille pour leur exprimer ses condoléances.
Deux ans après Judgement, sort l'album Reformation 1, qui contient une série de titres live et de titres remasterisés ou inédits (Still Waters, Suffer et Precipice).

### Of Faith, Power and Glory(2009)
Of Faith, Power and Glory (« De la foi, de la puissance et de la gloire »), d'une citation de Ronan Harris lors d'une interview, « Ce titre évoque trois choses que les gens désirent et qui peuvent conduire à la réussite ou à la destruction ! » Cet album contient des titres phares aux refrains qui sonnent comme des hymnes comme The Great Divide, Tomorow Never Comes ou Where there is Light mais aussi des titres aux sonorités plus pops et enjouées comme Defiant et Sentinel. Il comprend aussi des chansons aux styles plus crus et brutes comme Ghost ou Art of Conflit.
Les pochettes de Judgement et de Of Faith, Power and Glory sont réalisées par l'artiste-photographe polonais Michal Karcz.

### AutomaticetTransnational(2011–2013)

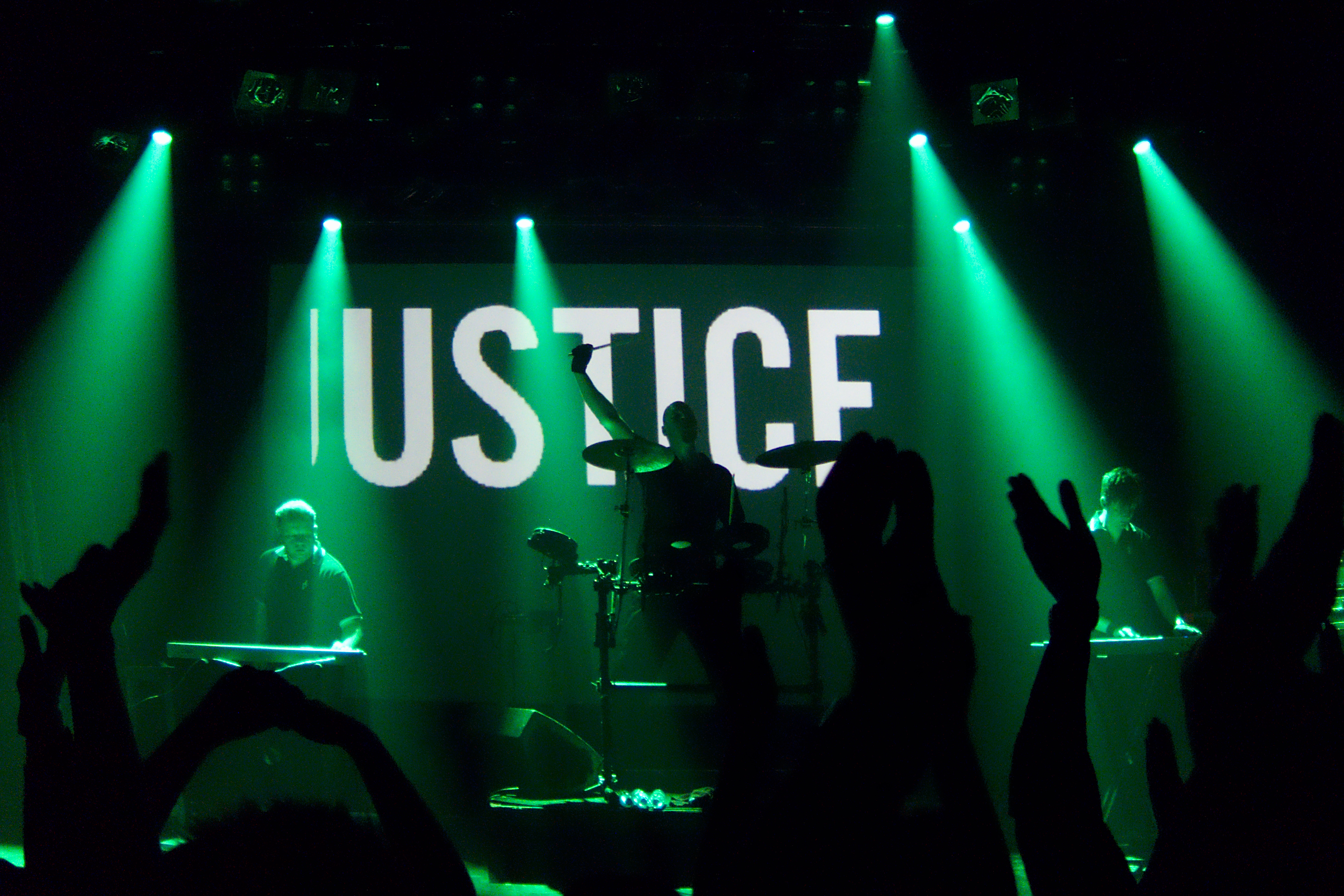
VNV Nation au Tavastia Klubi (Helsinki, Finlande), 2012.

Un album de remix intitulé Crossing The Divide est annoncé pour le 8 juin 2010, mais repoussé à mai 2012. Le 14 mai 2012, l'EP est annoncé sur la page Facebook du groupe et publié sur sa page SoundCloud.
Le 16 septembre 2011, le huitième album studio de VNV Nation, Automatic, est publié dans une grande partie de l'Europe, et en format CD physique le 25 octobre 2011 aux États-Unis. Salué par les fans, il se compose de nombreux tubes aux sonorités dance comme Space and Time, Gratitude, Resolution et Radio. On y trouve[style à revoir] également la très connue et appréciée ballade Nova (Shine a Light on Me), les aériens Photon et Goodbye 20th Century, le titre Control au style autoritaire et dur, ainsi que le plus doux Streamline et le morceau d'ambiance On Air qui ouvre l'album.
En novembre 2012, VNV Nation, Blutengel et Staubkind participent au festival Gothic Meets Klassik de Leipzig. Le 11 novembre, ils jouent pour la première fois avec un orchestre symphonique. Plus tard sort l'album Transnational le 11 octobre (EU), le 15 octobre (AN)[source secondaire nécessaire] et le 19 novembre partout ailleurs ; il est suivi par une tournée en 2013. L'album contient des titres aux sonorités variées et demeure l'un des albums les plus énergiques du groupe. De nombreux morceaux tels les tubes Off Screen, Primary et Everything ou les industriels Retaliate et Aeroscope comportent une forte dynamique de musique de club à base de four-on-the-floor puissants. En outre, d'autres morceaux à l'instar de Teleconnect Pt.1, Teleconnect Pt.2 et If I Was sont l'occasion de remontrer l'appétence de VNV Nation à composer des ballades et mélodies planantes, qu'elles soient agrémentées de chants ou non, comme dans les titres Generator et Lost Horizon, envoûtants mais non moins vifs.

### ResonanceetNoire(2014–2022)

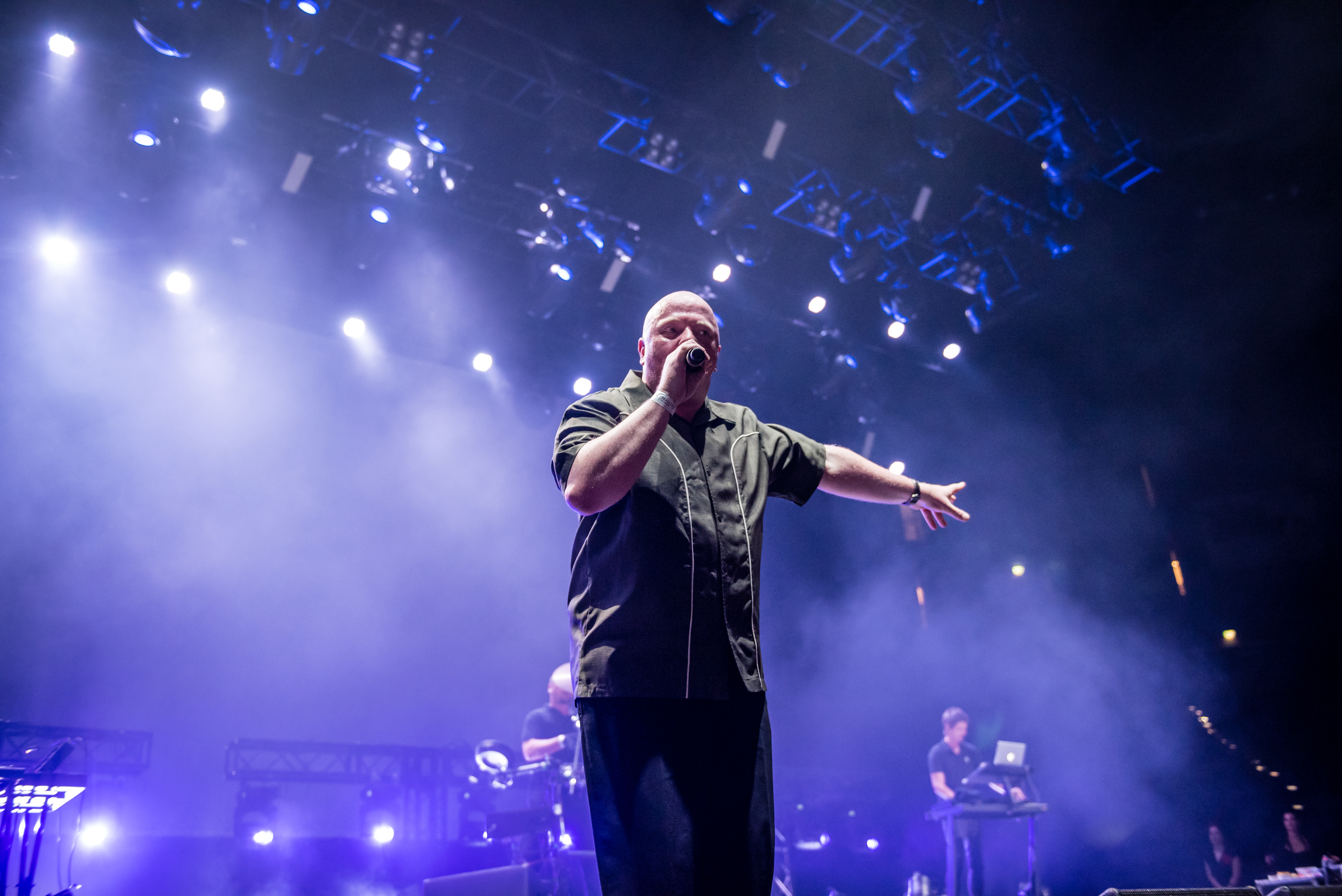
VNV Nation à l'Amphi Festival 2015, Köln - Lanxess Arena.

L'album orchestral Resonance: Music for Orchestra Vol. 1 est publié le 15 mai 2015. Il comprend des morceaux réédités par l'orchestre avec lequel le groupe a joué. Il est enregistré aux Babelsberg Studios, en dehors de Berlin à la fin de février 2015. Il atteint la 3e place des Billboard Classical Crossover Album Charts, et la quatrième des Billboard Classical Music Charts le 30 mai 2015.
Selon le site web de VNV Nation, un nouvel album intitulé Noire est annoncé pour octobre 2018, accompagnée par une tournée. Sur le marché américain, le CD physique est distribué par Metropolis Records. Conçu en combinant des outils de studios modernes avec de l'équipement des années 1950 à la fin des années 1970, Noire est l'occasion pour VNV Nation de reprendre une maxime rencontrée dans un précédent album : « The past is a treasure »[pertinence contestée].
L'album paraît le 12 octobre 2018 et s'organise en 13 titres. La dixième piste et tube majeur[pas clair] When is the Future? devient à l'occasion l'un des morceaux les plus populaires de VNV Nation. Elle compile sur Internet de nombreuses écoutes sur les sites de streaming. Cela participe à augmenter la visibilité du groupe au sein d'une industrie de la musique supplantée par les grandes maisons de disques et représente un franc succès pour la scène électronique indépendante. À titre d'exemple, au 28 juillet 2023, plus de 10 511 000 vues sur la page YouTube associée sont recensées. Sur fond de texte mystique, le tube God of All combine lyrisme electro et rythmes dansants tandis que d'autres titres dynamiques privilégient une atmosphère plus sombre tels Lights Go out, A Million ou Immersed, à l'image de la pochette. Cette dernière, assez minimaliste, se constitue d'un fond noir uni représentant une surface de type béton sur laquelle l'on peut distinguer le titre Noire formé de lettres blanches en tubes néon. Les autres pistes plus pop de l'album sont le tube Armour et les titres Only Satellites et Wonders. Les titres All our Sins, Collide, Guiding, Requiem for Wires et  Nocturne No.7 forment quant à eux des ballades lentes et éthérées chères à l'univers de VNV Nation.

### Electric Sun(depuis 2023)

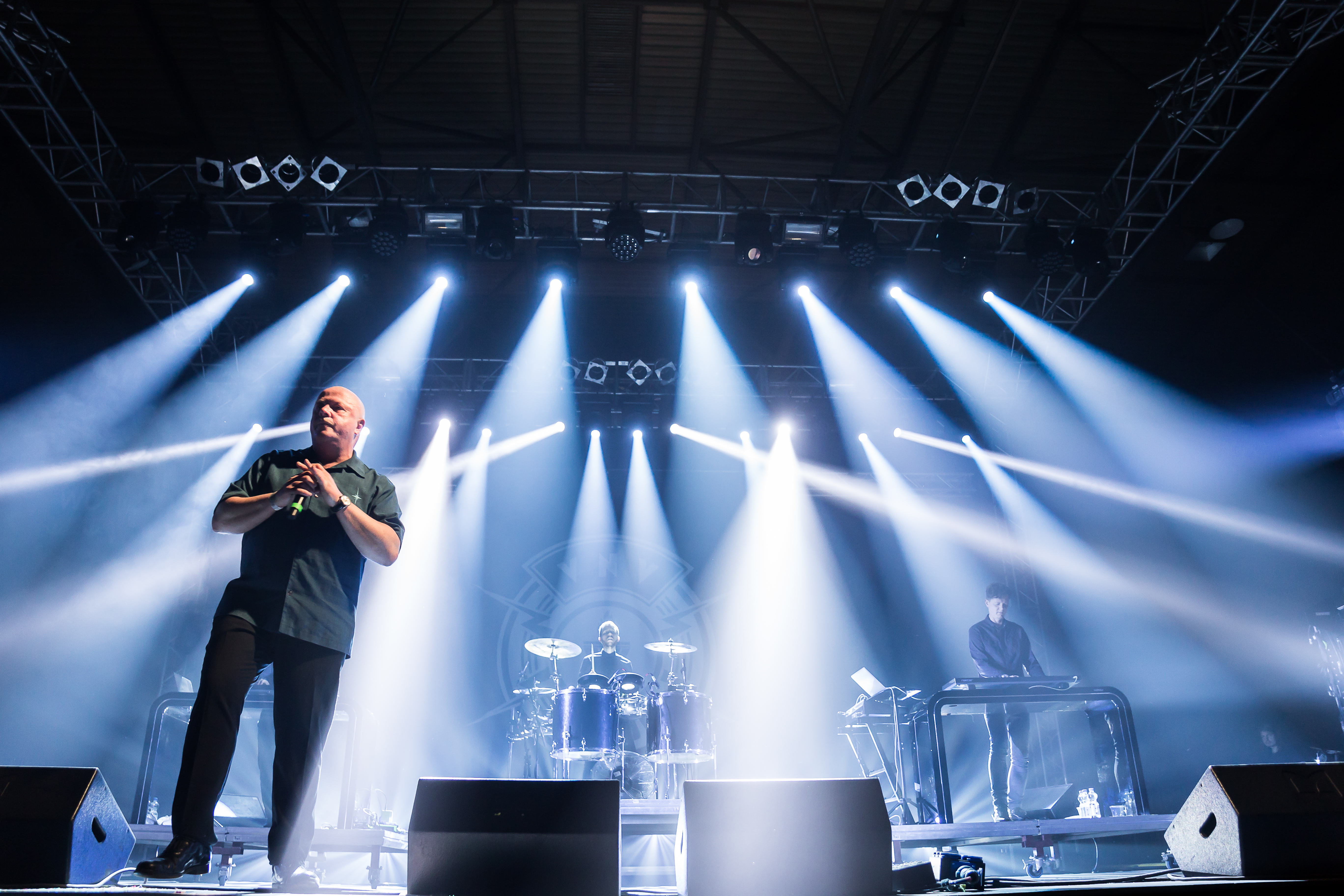
VNV Nation au Wave-Gotik-Treffen, 2022.

Produit par Ronan Harris et enregistré à Hambourg, l'album studio Electric Sun sort le 28 avril 2023 et donne l'occasion d'une tournée internationale en deux parties. La première (Electric Sun - European Tour 2023), se déroule en Europe du 23 février 2023 au 20 mai 2023. La seconde (Electric Sun - North American Tour 2023), est prévue pour avoir lieu du 22 septembre 2023 au 22 octobre 2023 dans diverses villes d'Amérique du Nord. Le groupe canadien de post-punk Traitrs, originaire de Toronto, accompagne le groupe sur l'ensemble de la tournée.
Electric Sun se compose de 12 pistes, toutes écrites et composées par Ronan Harris, dont Before the Rain et Wait, deux dansants singles publiés prématurément (17 février 2023 et 14 avril 2023) et très bien accueillis. Wait est par ailleurs publié au sein d'un clip musical (il s'agit d'un des rares titres de VNV Nation à en bénéficier). Décrit par Ronan Harris comme plus sombre que les précédents, l'album présente des titres aux sonorités et rythmiques variées, et des textes profonds et travaillés. Le lent et planant titre At Horizon's End ou encore l'éponyme morceau d'ouverture Electric Sun côtoient ainsi des pistes plus percutantes comme Prophet, Invictus, Artifice, Run ou The Game. Sunflare compose la musique de fond d'un trailer publié le 5 février tandis que In the Temple et Under Sky forment les seuls morceaux purement instrumentaux.
Ronan Harris déclare à propos de l'album : « Electric Sun résonne profondément en moi. Son élaboration a été marquée par des révélations et des épiphanies. Il y a des aspects où j'ai exprimé des choses comme je ne l'avais pas fait jusqu'à présent. Il m'a permis d'explorer et d'atteindre de nouveaux niveaux dans le type de musique que je fais. J'ai dit plusieurs fois sur scène que le prochain album serait plus sombre. C'était plus un sentiment qu'un choix conscient. Je ne veux pas dire plus sombre dans le sens « seul dans une cave en béton à 2 heures du matin un samedi » ou « mon frère bossu est tombé dans un puits et maintenant je suis triste ». On ne planifie pas la créativité, mais on peut l'encadrer et la guider. Vous êtes un vaisseau pour elle et, si vous êtes comme moi, vous la laissez faire son travail. Ce ne sont pas les outils eux-mêmes qui comptent, mais ce qu'ils vous permettent de faire. Je trouve cet album plus émotif que d'habitude, atteignant parfois une certaine intensité. Beaucoup de choses attendaient d'être révélées, je suppose. Je pense que vous comprendrez ce que je veux dire une fois que vous l'aurez écouté. Du titre Electric Sun à des chansons comme Prophet, Run, Sunflare et At Horizon's End, il y a une dimension cinématographique dans ce que j'ai fait ici. Si vous le souhaitez, l'album vous fera danser, vous demandera de réfléchir, vous fera sourire et, par moments, vous mettra peut-être de la poussière dans les yeux. J'ai du mal à saisir ce que j'ai réalisé sur cet album et j'ai hâte que vous l'écoutiez. »
Les critiques sont positives, à l'image du blog musical Synthpop Fanatic parlant d'une « sortie phénoménale et contemplative à la hauteur du meilleur de VNV ».

## Image et style musical

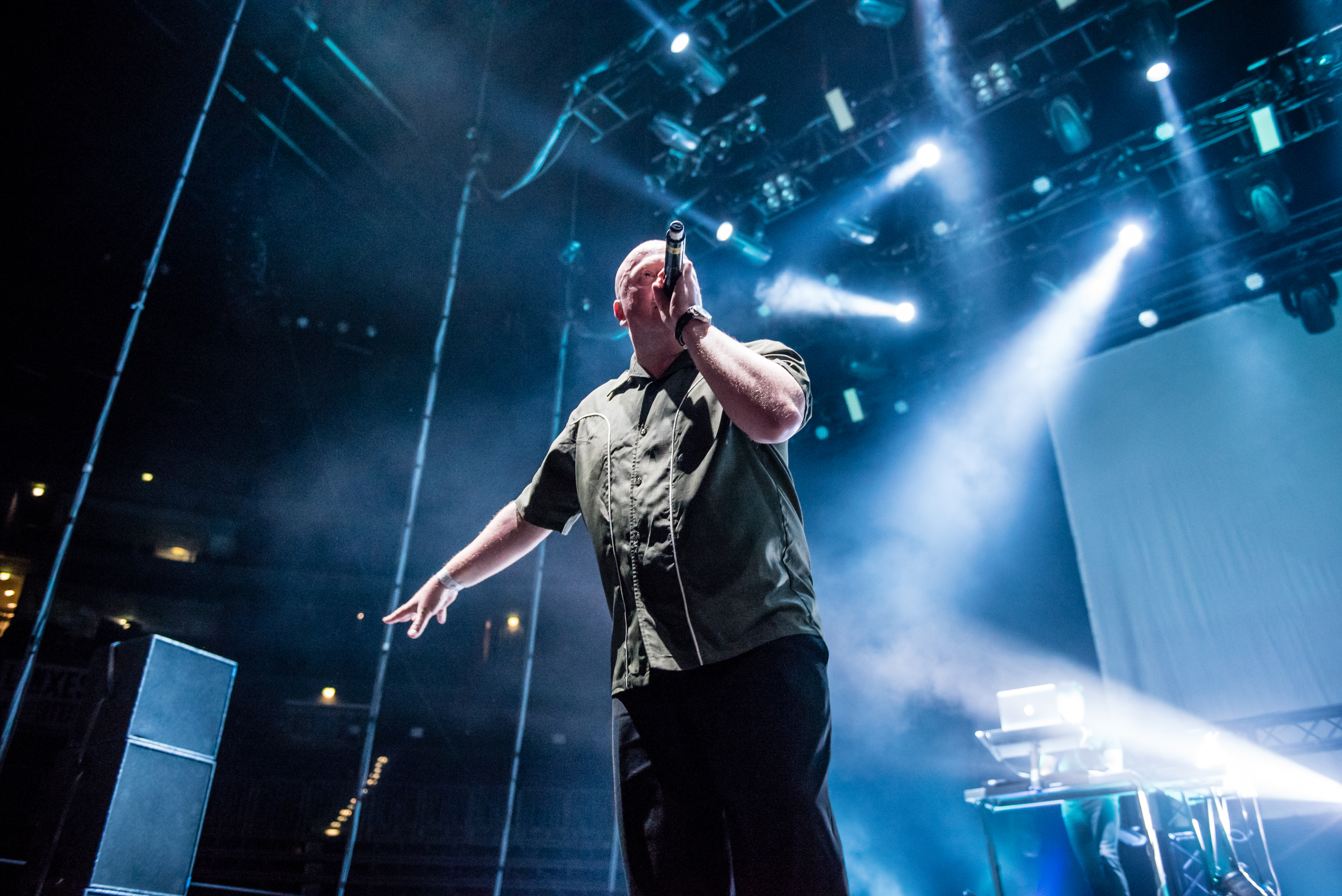
VNV Nation à l'Amphi Festival, Cologne, 2015.

Le groupe est composé de deux membres : le fondateur du groupe en 1990, Ronan Harris (musique électronique, paroles et chant), rejoint peu après par Mark Jackson (percussions électroniques). Le groupe est composé principalement de ce duo complété par des claviéristes pour les concerts. VNV signifie « Victory, Not Vengeance » (la Victoire, et non la Vengeance) et le slogan du groupe est « Il faut s'efforcer d'atteindre ses objectifs et ne pas rester assis sur des regrets amers. »
Le style musical du groupe se caractérise par une musique puissante, dansante et rythmée, le tout baigné dans une atmosphère sombre et tourmentée. Ce mélange d'obscurité et d'énergie en fait leur marque de fabrique. Généralement, leurs singles ont l'art de faire bouger les foules et d'importants jeux de lumières sont mis en œuvre lors des représentations. Ronan Harris et Mark Jackson ne sont pas des novices en la matière, ayant l'habitude d'œuvrer en tant que DJ dans les clubs en plus de leur activité au sein du groupe. Cela ne les empêche pas de composer des chansons dans des registres plus calmes, planants, voire expérimentaux mais toujours en utilisant un matériel électronique (samples, batteries électroniques, synthétiseurs numériques ou analogiques). Ils réalisent aussi des remixes pour d'autres groupes qu'ils apprécient et qui sont bien souvent leurs amis. Pour celles et ceux qui aiment le son de VNV Nation, il est assez aisé et agréable de reconnaître leur empreinte musicale au travers de ces remixes[réf. nécessaire], comme par exemple Kathy's Song du groupe Apoptygma Berzerk.

## Discographie

### Albums studio
- 1995 : Advance and Follow
- 1998 : Praise the Fallen
- 1999 : Empires
- 2000 : Burning Empires
- 2001 : Advance and Follow V2
- 2002 : Futureperfect
- 2005 : Matter + Form
- 2007 : Judgement
- 2009 : Reformation 01
- 2009 : Of Faith, Power and Glory
- 2011 : Automatic
- 2013 : Transnational
- 2015 : Resonance – Music for Orchestra Vol. 1
- 2018 : Noire
- 2023 : Electric Sun

### Singles et EP
- 1998 : Solitary (EP)
- 1999 : Darkangel
- 2000 : Standing
- 2000 : Standing/Burning Empires (EP)
- 2001 : Genesis 1
- 2001 : Genesis 2
- 2002 : Beloved 1
- 2002 : Beloved 2
- 2002 : Beloved 3 (12" vinyle, 3 Lanka Records)
- 2003 : Honour 2003
- 2005 : Chrome
- 2012 : Crossing the Divide (EP)
- 2023 : Before the Rain
- 2023 : Wait

### Albums live
- 2004 : Pastperfect
- 2009 : Reformation 01

### Compilations
- 1995 : Cyber-Tec America – (CD), titre 1 : Serial Killer (Tormented Version) - Invisible
- 1995 : Elektrauma Vol. 2 – (CD), titre 12 : Requiem QCN (Martyr Version) - Discordia
- 1995 : Maschinenwelt Compilation – (CD), titre 9 : After Shock - 	Maschinenwelt Records
- 1995 : Taste This 4 – (2 x CD), Disque 1, titre 5 : After Fire - Discordia
- 1998 : Best of Electronic Music – (2 x CD, Ltd. Édition), disque 2, titre 4 : Solitary - TCM Musikproduktionsgesellschaft mbH
- 1998 : Deejay Tribe – (2 x CD) disque 1, titre 11 : Honour - Credo
- 1998 : Moonraker Vol. IV – (2 x CD), disque 1, titre 1 : Honour (Memorial Mix) - Sub Terranean
- 1998 : New Violent Breed – (CD), titre 3 : Solitary (Signals Edit) - COP International
- 1998 : The Flatline Compilation – (2 x CD), disque 2, titre 13 : Procession - Flatline Records
- 1998 : The Tyranny Off the Beat Vol. V – (2 x CD), disque 1, titre 2 : Solitary - Off Beat
- 1998 : Virtual X-mas 98 – (CD Mini, Ltd. Édition, Promo), Titre 2 : Solitary (Signals Edit) - Energy Rekords
- 1998 : We Came to Dance - Indie Dancefloor Vol. 11 – (2 x CD), disque 1, titre 4 : Honour (Memorial Remix) - Sub Terranean
- 1998 : Zillo Festival Sampler 1998 – (2 x CD), disque 1, titre 15 : Joy - Zillo
- 1998 : ZilloScope: New Signs & Sounds 07-08/98 – (CD Sampler), titre 15 : Serial Killer (Version)' - Zillo
- 1999 : Best of Electronic Music Vol. 2 – (2 x CD) 1999, disque 1, titre 14 : Rubicon - TCM Musikproduktionsgesellschaft mbH
- 1999 : Electro Club Attack - Shot Two – (2 x CD), disque 2, titre 3 : Solitary (Signals Edit) - XXC, Zoomshot Media Entertainment
- 1999 : Electro Mania – (CD), titre 7 : Honour - Zoth Ommog
- 1999 : Elegy - Numéro 3 – (CD), titre 4 : Rubicon - Elegy
- 1999 : Extreme Clubhits III – (CD), titre 4 : Rubicon (Full Length) - UpSolution Recordings
- 1999 : Sacrilege - A Tribute to Front 242 – (CD), titre 2 : Circling Overland et titre 6 DSM0 - Cleopatra
- 1999 : Septic – (CD, Ltd. Edition), titre 9 : Rubicon (Raw Version) - Dependent Records
- 1999 : Sonic Seducer Cold Hands Seduction Vol. II – (CD Sampler), titre 4 Rubicon (Empires-Version) - Sonic Seducer
- 1999 : Wax Trax! & TVT Records Present: Master Mix – (CD Promo), titre 11 : Ascension - Wax Trax!, TVT Records
- 1999 : Zillo Club Hits 4 – (CD), titre 4 : Joy - Zillo
- 1999 : Zillo Mystic Sounds 8 – (CD), titre 14 : Afterfire (Exkl. Remix) - Zillo
- 2000 : Club Bizarre 1 – (2 x CD), disque 2, titre 1 : Legion - Angelstar
- 2000 : Critical M@55 – (CD), titre 8 : Rubicon - Metropolis
- 2000 : Metropolis 2000 – (CD) , titre 3 : Darkangel - Metropolis
- 2000 : Orkus Club Hits 1 – (CD), titre 7 : Dark Angel (Album Version) - Orkus
- 2000 : Prospective Music Magazine: Volume 4 – (CD), titre 1 : Dark Angel (Gabriel) - Prospective Music Magazine
- 2000 : We Came to Dance 2000 – (2 x CD), disque 1, titre 3  Darkangel (Apocalyptic Mix)' - GTN (Global Trance Network)
- 2000 : Zillo Club Hits 5 – (CD), titre 1 : 'Legion (Janus Version) - Zillo
- 2001 : Future Pop 01 - The Best of Modern Electronic – (2 x CD) 2001, disque 1, titre 4 : Standing (Motion) - Angelstar
- 2001 : Septic II – (CD), titre 1 : Further (RMX) - Dependent Records
- 2001 : Zillo Festival Sampler 2001 – (CD Sampler), titre 15 : Frika - Zillo
- 2001 : ZilloScope: New Signs & Sounds 12/01-01/02 – (CD Sampler, Enhanced, titre 8 : Holding On - Zillo
- 2002 : Advanced Electronics – (2 x CD), disque 1, titre 1 : Genesis (C92-Remix) - Synthetic Symphony
- 2002 : Critical M@55 Volume 3 – (CD Sampler), titre 4 : Genesis - Metropolis
- 2002 : D-Side 8 – (CD Sampler), titre 4 : Epicentre - D-Side
- 2002 : Deejay Parade Vol. 7 – (2 x CD), disque 2, titre 5 : Beloved (Hiver & Hammer UK Dubtrip) - Dance Network
- 2002 : Die Flut – (2 x CD), disque 2, titre 15 : Left Behind - Scanner
- 2002 : DJ Convention - Code Thirteen – (2 x CD Mixed), disque 2, titre 12 : Beloved (Hiver & Hammer's UK Dubtrip) - Polystar Records
- 2002 : Goodbye Ibiza (The Closing Party Compilation) – (2 x CD), disque 2, titre 9 : Beloved (Hiver & Hammer UK Dubtrip) - More Music
- 2002 : Judgement Day Festival Compilation Vol. 1 – (CD), titre 2 : Standing (Original) - Batbeliever Releases
- 2002 : Metropolis 2002 – (CD), titre 9 : Epicenter - Metropolis
- 2002 : Orkus Presents: The Best of 2001 – (CD), disque 1, titre 3 : Genesis (Single Version) - Orkus, Angelwings
- 2002 : Orkus Presents: The Best of 2002 – (CD), disque 1, titre 3 : Beloved (Grey Dawn Rmx) - Orkus, Angelwings
- 2002 : Orkus Presents: The Best of the 90s 2 – (2 x CD), disque 1, titre 8 : Solitary (Signals Version) - Orkus
- 2002 : Oslo Synthfestival 2002 – (CD), titre 2 : Epicentre - Oslo Synthfestival
- 2002 : Sonic Seducer Cold Hands Seduction Vol. 20 – (CD Sampler + VCD), VCD 2 : Epicentre (Live) - Sonic Seducer
- 2002 : Synth & Wave Essentials – (2 x CD), disque 2, titre 14 : Epicentre - ZYX Music
- 2002 : Techno Club Vol. 17 - Talla 2XLC >>> His Own Challenge  – (2 x CD), disque 2, titre 7 : Beloved (Hiver & Hammer UK Dubtrip) - Dance Division
- 2002 : Trancemaster 3004 – (2 x CD), disque 2, titre 5 : Beloved (Hiver & Hammer Full Vocal Mix) - Vision Soundcarriers
- 2002 : Zillo Dark Summer - Best of Goth Open Airs 2002 – (2 x CD), disque 1, titre 4 : Genesis (C92 Version) - Zillo
- 2003 : Advanced Electronics Vol. 2  – (2 x CD), disque 1, titre 1 : Honour 2003 (FDR Version) – Synthetic Symphony
- 2003 : D-Side 17 – (CD Sampler), titre 4 : Legion (Live) - D-Side
- 2003 : Dark Nights (The Best of Technopop & Futurepop) – (2 x CD), disque 2, titre 2 : Beloved - Bit Music
- 2003 : Dark Roses - 36 Mystic and Electropop Romantics – (2 x CD), disque 1, titre 7 : Genesis (Single Version) - Sony Music Entertainment (Germany)
- 2003 : Electrixmas 2003 – (CD Enhanced, Promo), titre 12 : Epicenter - Electrixmas
- 2003 : Extreme Clubhits VII – (CD), titre 2 : Genesis (C-92 Mix) - UpSolution Recordings
- 2003 : Nachtwelten – (CD), titre 15 : Beloved - Terra Zone
- 2003 : Sonic Seducer Cold Hands Seduction Vol. 29 – (CD Sampler, Enhanced), Video 1 : Pastperfect Trailer 3.0 - Sonic Seducer
- 2003 : This Is Neo-Goth – (3 x CD), disque 1, titre 1 : Genesis (Icon Of Coil Version) - Cleopatra
- 2003 : Tonedeaf Records Presents: Vinyl Conflict No. 1 – (CD), titre 11 : Fearless - ToneDeaf Records
- 2004 : 2Faces – (CD, Mixed), titre 8 : Beloved (Hiver & Hammer's UK Dub Trip) - Silly Spider Music
- 2004 : Dependence - Next Level Electronics – (CD), titre 6 : Legion (Anachron) - Dependent Records
- 2004 : Dimitris Papaspyropoulos Presents: Blessed and Cursed – (2 x CD), disque 2, titre 5 : Genesis (Apoptygma Berzerk Remix) - Eros Music (Greece)
- 2004 : Into The Darkness Volume 1 – (DVD), titre 3 : Legion - Nightclub Records
- 2004 : New Signs & Sounds 6/04 – (CD Sampler, Enhanced), vidéo 1 : Honour (Live) - Zillo
- 2004 : Psycho Tina's Hell House of Horrors – (CD Enhanced), titre 11 : Circling Overland - Cleopatra
- 2005 : Advanced Electronics Vol. 4 – (2 x CD), disque 1, titre 3 : Chrome (Soman Rx Longer) - Synthetic Symphony
- 2005 : Cyberl@b Volume [5.0] – (2 x CD), disque 1, titre 7 : Chrome - Alfa Matrix
- 2005 : D-Side 27 – (CD Sampler), titre 5 : Entropy - D-Side
- 2005 : Dark Summer 2005 • 2 – (CD Sampler), titre 1 : Chrome - Zillo
- 2005 : E:O:D Vol. 1 (2xCD) – (2 x CD), disque 1, titre 11 : Structure - Excentric Records
- 2005 : Extreme Clubhits X – (2 x CD, Ltd. Edition) disque 1, titre 1 : Chrome - UpSolution Recordings
- 2005 : Into the Darkness Volume 2 – (DVD), titre 8 : Honour 2003 (Wave-Gotik-Treffen) - Nightclub Records
- 2005 : M'era Luna Festival 2005 – (2 x CD), disque 1, titre 1 : Perpetual - Totentanz
- 2005 : Metropolis 2005 – (CD + DVD), CD, titre 2 : Chrome et DVD, titre 5 : Beloved - Metropolis
- 2005 : New Signs & Sounds 02/05 – (CD Sampler, Enhanced), Video Interview : Elektronisches Hilfswerk - Zillo
- 2005 : New Signs & Sounds 04/05 – (CD Sampler, Enhanced), titre 1 : Entropy - Zillo
- 2005 : Orkus Presents: The Ultimate Club Guide 2 (KulturRuine: Die Ersten 10 Jahre) – (2 x CD) , Electronaut - Angelstar, Orkus
- 2005 : Sonic Seducer Cold Hands Seduction Vol. 48 – (CD Sampler, Enhanced), titre 4 : Chrome (Bolloxed Remix) - Sonic Seducer
- 2005 : Sonic Seducer Cold Hands Seduction Vol. 54 – (CD Sampler, Enhanced + VCD), VCD vidéo 1 : Chrome (Live) - Sonic Seducer
- 2005 : This Is... Techno Body Music Vol. 1 – (2 x CD), disque 1, titre 8 : Interceptor (ABM Version) - Masterhit Recordings
- 2006 : Castle Party 2006 – (CD), titre 2 : Chrome - Castle Party Productions
- 2006 : Dark Flower Vol. II – (2 x CD), disque 1, titre 3 : Perpetual - Angelstar
- 2006 : Extended Electronics – (2 x CD), disque 1, titre 5 : Chrome (22.7 MHz Mix by Modcom) - Angelstar
- 2006 : Infacted 3 – (CD), titre 1 : Chrome (27.2 MHz Mix by Modcom) - Infacted Recordings
- 2006 : Orkus Presents: The Best of 2005 – (2 x CD), disque 1, titre 14 : Chrome - Angelstar
- 2007 : [:SITD:] Bestie:Mensch – (CD Album + CD, Ltd. Edition), disque 2, titre 1 : Chrome - Accession Records
- 2007 : D-Side 39 – (CD Sampler), titre 5 : Nemesis (Divine Command Version) - D-Side
- 2007 : Extreme Clubhits XI – (2 x CD), disque 1, titre 7 : Nemesis (Full Length) - Indigo, Upscene
- 2007 : Fxxk The Mainstream Vol. 1 – (4 x CD), disque 4, titre 5 : Nemesis (Divine Command Mix) - Alfa Matrix
- 2007 : M'era Luna - Best of 2000 - 2006 – (DVD Sampler), titre 7 : Chrome (M'era Luna 2005) - Sonic Seducer
- 2007 : New Signs & Sounds 04/07 – (CD Sampler, Enhanced), titre 10 : Nemesis (Divine Command Edit) - Zillo
- 2008 : DJ Gio MC-505 @ Electro Remote Controller Vol. 02 – (CDr, Promo), titre 26 : Standing - Robot Radio Mix
- 2008 : Metropolis:Rebirth 1.0 – (2 x CD), disuqe 1, titre 1 : Nemesis - Metropolis
- 2008 : Sonic Seducer Cold Hands Seduction Vol. 82 – (DVD), titre 2 : Perpetual (Live 2007) (Unveröffentlicht) - Sonic Seducer
- 2009 : D-Side Vol. 53 – (CD), titre 1 : In Defiance
- 2009 : D-Side Vol. 53 – (CD), titre 16 : Precipice